# Перелік сервісів перегляду вулиць
Це список картографічних онлайн-сервісів, які надають 360-градусні панорами по всьому світу. Він згрупований за регіонами.

## У всьому світі
- Google Street View - це найповніший сервіс перегляду вулиць у світі. Він забезпечує перегляд вулиць у більш ніж 85 країнах світу.
- Apple Look Around[en] пропонує перегляд вулиць у 24 країнах світу.
- Проект Mapillary збирає краудсорсингові зображення від своїх користувачів, які поширюються за ліцензією  CC BY-SA . [1]
- KartaView[en] (раніше OpenStreetCam) була створена компанією TeleNav[en] і дуже схожа на Mapillary як використанням краудсорсингових зображень, так і ліцензуванням зображень як CC BY-SA. [2]
- Microsoft Bing Streetside [3] пропонує перегляд вулиць за допомогою правого кліку мишою в Bing Maps

1. ↑  Legal and Licensing. Mapillary. Mapillary AB, Sweden. Архів оригіналу за 14 листопада 2020. Процитовано 13 грудня 2020.
2. ↑  Terms and Conditions of Use for KartaView. KartaView. KartaView. 13 грудня 2019. Архів оригіналу за 25 листопада 2020. Процитовано 13 грудня 2020.
3. ↑  dev-admin (12 лютого 2020). Streetside View | Aerial Images | Choose Bing Maps API. www.microsoft.com (амер.). Процитовано 29 листопада 2022.